# Ambasador Polskiej Historii
Ambasador Polskiej Historii – nagroda honorowa przyznawana instytucjom, organizacjom i osobom fizycznym spoza Polski szczególnie zasłużonym dla upamiętniania historii polskiego narodu oraz wspierające Instytut Pamięci Narodowej w realizacji ustawowej działalności w obszarach edukacyjnym i naukowym.

## Historia
Nagroda jest kontynuacją przyznawanej w latach 2015–2022 nagrody Świadek Historii dla osób i organizacji spoza Polski.
Jest to nagroda dla osób i instytucji zaangażowanych w pielęgnowanie polskiej pamięci historycznej, dbających o zachowanie, propagowanie i pogłębianie wiedzy o historii najnowszej naszego kraju oraz odkrywanie zapomnianych faktów czy osób zasłużonych dla polskiego narodu. Laureatem nagrody może zostać osoba niemająca polskiego pochodzenia. Wnioskować można także o uhonorowanie pośmiertne.
Pierwsze wręczenie nagród miało miejsce 17 października 2023 roku podczas uroczystej gali w Pałacu na Wyspie w Łazienkach Królewskich w Warszawie. Nagrody wręczył dr Mateusz Szpytma, wiceprezes IPN. Laureatami zostały cztery osoby, w tym jedna pośmiertnie, oraz dwie instytucje:
- Anna Alwast – pośmiertnie[4]
- Jacek Fastyn[5]
- Artur Szulc[6]
- Grzegorz Tymiński[7]
- Apulijskie Stowarzyszenie Polsko-Włoskie[8]
- Związek Polaków we Włoszech[9]